# Pillath
Pillath, bürgerlich Oliver Pillath (* 26. Mai 1982 in Gelsenkirchen, Nordrhein-Westfalen), ist ein deutscher Rapper aus dem Ruhrgebiet.

## Werdegang
Pillath verließ das Gymnasium vor dem Erreichen eines Hauptschulabschlusses. Er begann zu rappen und verschaffte sich in seiner Heimat einigen Respekt durch Freestyle-Battles. Nachdem sie sich 2003 kennenlernten, veröffentlichen Snaga und Pillath mehrere Mixtapes und Alben, bis es nach dem Album II (2009) ruhig um die beiden wurde. In der Pause kümmerte Pillath sich vor allem um seine Familie und seinen Job als Teamleiter einer Firma im Sales- und Retention-Bereich, außerdem hat Pillath einen Sohn.
2015 begann er nach sechs Jahren Pause, einen neuen Song aufzunehmen. Nach Beat-Anfrage bei Joshimixu nahm er Der macht datt gut auf, entschied sich dann jedoch, ein ganzes Album zu veröffentlichen. Mit seinem Comeback-Song Onkel Pillo gab er am 22. Dezember 2015 bekannt, dass sein gleichnamiges Solo-Album am 26. Februar 2016 erscheinen werde. Das Album stieg in der ersten Woche auf Platz 17 in den Charts ein.
Am 26. Februar 2016 erschien Pillaths erstes Soloalbum Onkel Pillo über das Label Ruhrpott Elite, produziert wurden die Songs von Juh-Dee, Joshimixu, Bad Educated, Gorex, Abaz, Monroe und X-plosive. Es erreichte Platz 17 der deutschen Charts.
Pillaths zweites Soloalbum Onkel der Nation wurde am 20. Januar 2017 veröffentlicht und belegte Rang 11 in Deutschland. Am 6. Juli 2018 folgte Ein Onkel von Welt, das auf Position 17 der Charts einstieg.
Seit November 2019 betreibt Pillath zusammen mit Niko Hüls, dem Chefredakteur des HipHop-Magazins Backspin, den Fußball-Podcast Wichtig is‘ auf‘m Platz.

## Diskografie
Soloalben
- 2016: Onkel Pillo
- 2017: Onkel der Nation
- 2018: Ein Onkel von Welt

siehe auch Snaga & Pillath